# Anna Kondrachina
Pour les articles homonymes, voir Kondrachine.
Anna Nikolaïevna Kondrachina (russe : Анна Николаевна Кондрашина), née le 23 décembre 1955 à Léningrad, est une ancienne rameuse soviétique. Elle est médaillée d'argent aux Jeux de 1976.

## Carrière
Aux Jeux de 1976, elle fait partie de l'équipage soviétique qui remporte la médaille d'argent sur le quatre de couple.

## Palmarès

### Jeux olympiques
- Jeux olympiques d'été de 1976 à Montréal ( Canada) :
  -  médaille d'argent en quatre de couple

### Championnats du monde
- Championnats du monde d'aviron 1978 à Hamilton ( Nouvelle-Zélande) :
  -  médaille d'argent en skiff